# 馬爾萬·卡馬許
馬爾萬·卡馬許（Marwan El-Kamash，1993年11月14日—）是一名埃及游泳運動員，主攻100公尺和200公尺自由式項目。他於2015年非洲運動會摘下七面銀牌、一面銅牌。

## 外部連結
- College Swimming （页面存档备份，存于）